# Ministerio de Agricultura (República Dominicana)
El Ministerio de Agricultura de la República Dominicana es el organismo de Estado encargado de temas relacionados con el sector primario. Entre sus funciones se encuentran dirigir la política agropecuaria, estudiar la producción agropecuaria, racionalizar el uso de tierras, promover el mejoramiento de la tecnología agropecuaria, supervisar las escuelas agrícolas, prevenir plagas que puedan afectar plantas y animales, estudiar importaciones y exportaciones de productos agropecuarios, entre otras.
Su origen se remonta a 1854, cuando se establece la Secretaría de Estado de Interior, Policía y Agricultura. Su sede se encuentra en Santo Domingo, en el km 6 ½ de la autopista Duarte, ensanche Los Jardines. Su actual Ministro es Lic. Limber Cruz López, desde el 16 de agosto de 2020.

## Historia
La referencia a la agricultura en las oficinas del Estado la encontramos en 1854 con la Secretaría de Estado de Interior, Policía y Agricultura (actual Ministerio de Interior y Policía). Será en 1908, con la promulgación de una nueva Constitución, cuando veremos una institución especializada en estos temas al crearse la Secretaría de Estado de Agricultura e Inmigración. Schoenrich en Santo Domingo, un país con futuro explica que las revoluciones constantes limitaban la acción de este organismo y que por tanto su acción se había limitado a "una supervisión general de la agricultura, a la labor preparatoria del establecimiento de una estación agrícola experimental y a la operación de un pequeño servicio meteorológico".
A lo largo de su historia adoptará varios nombres: Agricultura y Comercio entre 1929-1934; Agricultura, Industria y Comercio en 1934; Trabajo, Agricultura, Industria y Comercio entre 1934-1935; etc. En 1963 quedaría establecida finalmente como Secretaría de Estado de Agricultura. En 2010, pasaría ser Ministerio de Agricultura con el Decreto n.º 56-10 que modificaba la nomenclatura de las instituciones gubernamentales.

## Estructura
Para el desempeño de sus funciones, el Ministerio de Agricultura se subdivide en diversas oficinas. En primera instancia están los viceministerios:
- Viceministerio Administrativo Financiero
- Viceministerio de Producción Agrícola y Mercadeo
- Viceministerio de Planificación Sectorial Agropecuaria
- Viceministerio de Asuntos Científicos y Tecnológicos
- Viceministerio de Extensión y Capacitación Agropecuaria
- Viceministerio de Desarrollo Rural

Además, no adscritos a estos departamentos, están otras oficinas:
- Dirección General de Ganadería
- Dirección General de Riesgos Agropecuarios
- Comisión Nacional de Cacao
- Consejo Nacional de Agricultura
- Departamento de Permisos de Importación de Productos Agrícolas

Finalmente debemos tener en cuenta las direcciones regionales según las distintas áreas del país: Central, Norte, Norcentral, Sur, Este, Nordeste, Noroeste y Suroeste.